# 聖馬科斯 (聖巴巴拉省)
聖馬科斯（西班牙語：San Marcos），是洪都拉斯的城鎮，位於該國西北部，由聖巴巴拉省負責管轄，始建於1791年，面積222.80平方公里，海拔高度267米，2001年人口12,347，人口密度每平方公里55.42人。
15°18′N 88°25′W / 15.300°N 88.417°W